# Acta Murensia

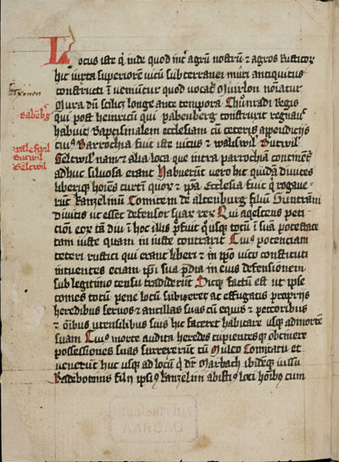
La prima pagina del manoscritto.

Gli Acta Murensia (o, in formula estesa, Acta fundationis monasterii Murensis) sono un resoconto dei primi anni di storia dell'abbazia benedettina di Muri, nel Canton Argovia, compilati da un monaco ignoto nel 1160 circa e conservati presso l'Archivio di Stato dell'Argovia (Staatsarchiv Aargau) ad Aarau, capitale del Cantone.